# 梨丰乡
梨丰乡，是中华人民共和国黑龙江省佳木斯市桦川县下辖的一个乡镇级行政单位。

## 行政区划
梨丰乡下辖以下地区：
南林村、东兴村、梨树村、繁荣村、东岗村、昌盛村、东林村和黎明村。